# Дерячейе Немек
Дерячейе Немек  (на персийски: دریاچه نمک) е обширен солончак в западната част на пустинята Деще Кевир, в северната част на Иранската планинска земя, на територията на Иран, на 40 km северно от град Кашан. Площ от 1560 до 3000 km². През зимата и началото на пролетта, по време на разлива на реките Руде Шур, Карачай и др., стичащи се от планината Алборз и северозападните части на хребета Кухруд, на дъното на солночака се образува плитководно (дълбочина до 1 m, обем до 0,78 km³) езеро или система от езера с площ до 3000 km² с ежегодно сменящи се очертания. 